# Isotta Fraschini Delta
L'Isotta Fraschini Delta era un motore aeronautico 12 cilindri a V rovesciata raffreddato ad aria costruito dall'azienda italiana Isotta Fraschini nel periodo che va dagli anni trenta alla seconda guerra mondiale.

## Descrizione tecnica
La configurazione adottata era piuttosto rara per un motore di queste dimensioni in quanto esistevano dei problemi di raffreddamento. Essendo i cilindri posti in linea su ogni bancata, il flusso d'aria diminuiva verso la parte posteriore con il pericolo di surriscaldamento dell'ultimo cilindro. Inizialmente, nella versione RC 35, sviluppava una potenza di 700 CV, aumentata nelle versioni successive sino ad arrivare agli 850 CV sviluppati dalla versione IV. Pur non essendo un motore ampiamente utilizzato venne installato in diversi velivoli, soprattutto prototipi.
Sebbene un motore in linea raffreddato ad aria risultasse già sorpassato negli anni trenta, il Delta era caratterizzato da alcune sofisticate scelte tecniche. Per esempio le valvole erano azionate da due alberi a camme in testa (DOHC) che ricevevano il moto da un albero nella parte posteriore del motore. Le feritoie di scarico uscivano nella parte interna della V del motore permettendo ai tubi di scarico di uscire sotto alla cappottatura del motore.

## Velivoli utilizzatori
Francia
- Caudron C.714 (C.760) (prototipo)

 Germania
- Henschel Hs 129 (prototipo)

 Italia
- Caproni Ca.153
- Caproni Ca.313
- Caproni Ca.314
- Caproni Ca.331
- Reggiane Re.2001 (prototipo)
- SAI Ambrosini 107
- SAI Ambrosini 207
- SAI Ambrosini 403 (prototipo)